# Kropáčové z Holštejna
Rod pánů z Holštejna byl starý moravský šlechtický rod. Své jméno si zvolili podle hradu Holštejn.

## Historie

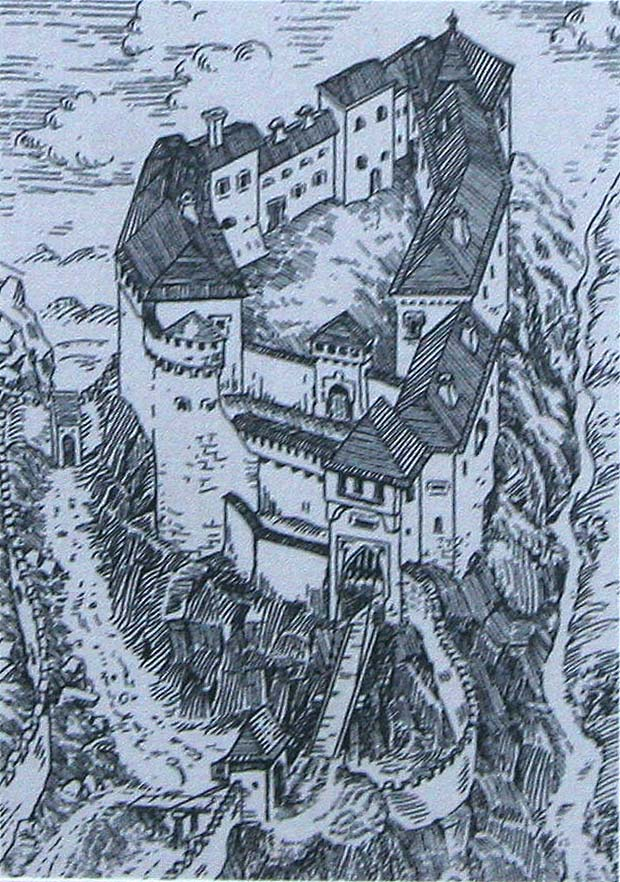
Možná podoba hradu Holštejn

- Jedním z prvních známých byl Ješek Kropáč z Holštejna dědic dnes již zaniklých Juřanovic na Bučovicku v letech 1365-1376[1] a v letech 1374/1377 - 1391 dědic na Myslejovicích ;
- roku 1379 Ješek Kropáč z Holštejna vložil Ondřejovi z Nechvalína tři lány a podsedek v Marefích[2];
- před rokem 1379 Adamův syn Sulík z Konice postoupil hrad Stražisko Ješkovi Kropácovi z Holštejna, jehož bratr, Zdeněk Kropáč z Holštejna, prodal v roce 1386 Ctiborovi Kazkovi z Cimburka hrad Grünberg) [3]